# Национален заслужил академичен танцов ансамбъл на Украйна „Павло Вирски“
Националният заслужил академичен танцов ансамбъл на Украйна „Павло Вирски“ (на украински: Національний заслужений академічний ансамбль танцю України імені Павла Вірського) е национален художествен професионален колектив със седалище в Киев, Украйна.
Репертоарът на ансамбъла е базиран на старинни и съвременни танци от различни региони на Украйна. Отличителна черта на ансамбъла е широкото отразяване на съвременни теми и творческото използване на наследството от народния танц.

## История[2]
Основната цел на дейността на Националния заслужил академичен танцов ансамбъл на Украйна „Павло Вирски“ е събирането, изучаването и съхраняването на националните традиции, обичаи и обреди на украинския народ, създавайки на тази основа народни танци за миналото и настоящето на украинците. Първите дискусии за създаването на ансамбъла датират от юни 1937 година. По това време известните балетмайстори Павло Вирски и Микола Болотов създават за първи път в Украйна хореографски екип за народни танци, който през 1940 г. е реорганизиран в Ансамбъл за песни и танци на Украйна. През октомври 1951 г., след Десетилетието на украинското изкуство и литература в Москва, ансамбълът е реорганизиран в Държавен танцов ансамбъл на Украйна. Организатор и постоянен ръководител на ансамбъла от 1955 г. до 1975 г. е народният артист на СССР, лауреат на Държавната награда на СССР и лауреат на Държавната награда на Украйна „Тарас Шевченко“ – Павло Вирски. Разчитайки на националните фолклорни традиции, Вирски създава повече от пет концертни програми, които включват забележителните хореографски композиции „Ние сме от Украйна“, „Кукли“, „Моряци“, „Гопак“, „Сестри“, „Чумацки радости“, „Ой, под черешата“, „Страшно“, „Подоляночка“, „За какво плаче върбата“, „Запорожци“, „Ние помним!“ и други. От 1980 г. ансамбълът се ръководи от народния артист на Украйна, лауреат на Държавната награда на Украйна „Тарас Шевченко“– Мирослав Вантух.
Основно в работата на Вантух е творческото търсене. За времето, в което е художествен ръководител на ансамбъла, Вантух създава нови хореографски произведения, които влизат в златната съкровищница на украинската народна хореография, включително:  „Украински танц с дайрета“, „В мир и хармония“, „Украйно, моя Украйно“, украинска лирика „Лято на младостта“, „Карпати“, „Волинска полка“, „Гуцулка“ и други. Хореграфиите на Вантух обновяват репертоара на ансамбъла и са посрещнати с голям успех сред зрителите в Украйна и чужбина. Особено впечатление в представленията правят костюмите, които се превръщат в един от най-разпознаваемите символи на представлението. Върху обработката на народната и модерна музика към танците работят множество известни украински композитори: народният артист на Украйна Георги Завгородни, Яков Хелемски, Яков Лапински, Борис Яровински и други. Всички танцови номера са придружени от симфоничен оркестър, който дълги години се ръководи от сътрудника на Павло Вирски – композиторът и народен артист на Украйна Игор Ивашченко. От 1994 г. оркестърът се ръководи от заслужилия артист на Украйна Виталий Редко, а от 2001 г. – от талантливия музикант и композитор, заслужил артист на Украйна Олександр Чеберко.
През 1959 г. ансамбълът е удостоен с Почетната грамота на Световния съвет на мира. През същата година колективът е удостоен с почетното звание „заслужил“ за заслугите си в развитието на украинското хореографско изкуство, а през 1971 г. – за високо изпълнителско майсторство е удостоен със званието „академичен“. През 1987 г. екипът на ансамбъла е награден с Орден „Приятелство на народите“.
Ансамбълът изнася представления в повече от 60 страни по света, включително: Виетнам, Корея, Китай, Япония, Канада, САЩ, Куба, Австрия, Великобритания, Белгия, Франция, Испания, Италия, Гърция, Португалия, Швейцария, Дания, Андора, Бразилия, Аржентина, Венецуела и други. 
На 15 февруари 2001 г. Националният заслужил академичен танцов ансамбъл на Украйна „Павло Вирски“ подписва договор с американската концертна компания „Columbia Artists Management Incorporated“, на база на който е организирано турне в САЩ и Канада между 13 септември и 6 декември 2004 г. в състав от 84 танцьори и артисти. За 84 дни на турне ансамбълът изнася 72 концерта в 58 града на САЩ и Канада.

## Колектив
За над 80-годишното съществуване на ансамбъла, през колектива са преминали около 1 000 танцьори. Към 2015 г. в ансамбъла работят 5 национални и 35 заслужили артисти на Украйна.
От 1980 г. ансамбълът се ръководи от Мирослав Вантух, народен артист на Украйна, лауреат на Държавната награда на Украйна „Тарас Шевченко“, от 2004 г. – Герой на Украйна.

## Галерия
- Монета в чест на Павло Вирски
- Казашки гопак
- Пощенска марка в чест на Павло Вирски

## Допълнителни източници
- Национален танцов ансамбъл на Украйна // Енциклопедия на съвременна Украйна.
- Официален сайт на ансамбъла Архив на оригинала от 2020-08-03 в Wayback Machine.
- Українська радянська енциклопедія: в 12 тома. / гл. ред. М. П. Бажан; ред: О. К. Антонов и др. — 2-ро издание. — К.: Главна редакция на Украинската съветска енциклопедия, 1974–1985.

## Връзки
- VIRSKY — „Легендарно шоу“ // Вечерен Киев, 2021-12-06.
- Този ден в историята

|  | Тази страница частично или изцяло представлява превод на страницата „Національний заслужений академічний ансамбль танцю України імені Павла Вірського“ в Уикипедия на украински. Оригиналният текст, както и този превод, са защитени от Лиценза „Криейтив Комънс – Признание – Споделяне на споделеното“, а за съдържание, създадено преди юни 2009 година – от Лиценза за свободна документация на ГНУ. Прегледайте историята на редакциите на оригиналната страница, както и на преводната страница, за да видите списъка на съавторите. ВАЖНО: Този шаблон се отнася единствено до авторските права върху съдържанието на статията. Добавянето му не отменя изискването да се посочват конкретни източници на твърденията, които да бъдат благонадеждни. |